# Tournoi pré-olympique de l'AFC 1983-1984, premier tour, groupe 1
Navigation
Groupe 2
Cet article donne les résultats des matches du groupe 1 lors du premier tour du tournoi pré-olympique de l'AFC 1983-1984,.

## Classement
| Rang | Équipe   | Pts | J | G | N | P | Bp | Bc | Diff |  | Résultats (▼ dom., ► ext.) |     |     |     |     |
| ---- | -------- | --- | - | - | - | - | -- | -- | ---- |  | -------------------------- | --- | --- | --- | --- |
| 1    | Koweït   | 8   | 6 | 3 | 2 | 1 | 11 | 6  | +5   |  | Koweït                     |     | 2-2 | 1-3 | 3-0 |
| 2    | Qatar    | 8   | 6 | 2 | 4 | 0 | 6  | 4  | +2   |  | Qatar                      | 0-0 |     | 1-0 | 2-1 |
| 3    | Syrie    | 7   | 6 | 3 | 1 | 2 | 9  | 8  | +1   |  | Syrie                      | 1-3 | 1-1 |     | 3-2 |
| 4    | Jordanie | 1   | 6 | 0 | 1 | 5 | 3  | 11 | -8   |  | Jordanie                   | 0-2 | 0-0 | 0-1 |     |

## Détail des rencontres
| 12 août 1983 | Syrie | 3 - 2   | Jordanie | Stade des Abbassides Damas, Syrie |
|              |       | (? - ?) |          |                                   |

| 26 août 1983 | Jordanie | 0 - 1   | Syrie | Stade international d'Amman Amman, Jordanie |
|              |          | (? - ?) |       |                                             |

| 8 septembre 1983 | Qatar                       | 2 - 1   | Jordanie         | Khalifa International Stadium Doha, Qatar |                            |
| | Mansour Muftah (en) 45e 83e | (1 - 1) | Shaker Salama 4e | Arbitrage : Melvyn D'Souza                | Arbitrage : Melvyn D'Souza |
| Ahmed Baker - Ahmed Malalla (en), Faraj Abbas, Hassan Rahman, Mohamed Daham, Mubarak Anber (en) - Ali Zaid (en) ( 60e Younis Ahmed Baker), Khalfan Ahmed, Issa Ahmed ( 46e al-Ammari (en)), Khalid Salman (en) - Mansour Muftah (en) | Équipes                     |         |                  | Arbitrage : Melvyn D'Souza                | Arbitrage : Melvyn D'Souza |

| 15 septembre 1983 | Koweït                                                    | 3 - 0   | Jordanie | Mohammed Al-Hamad Stadium (en) Koweït, Koweït |  |
|                   | Mahboub Mubarak 12e · Moayed Haddad 49e · Arir Hassan 80e | (? - ?) |          |                                               |  |

| 29 septembre 1983 | Koweït                            | 2 - 2 | Qatar                                      | Mohammed Al-Hamad Stadium (en) Koweït, Koweït |                                  |
|                   | al-Suwayed 7e · Khaled Shabib 87e | (1 - 1) | Khalfan Ahmed 44e · Khalid Salman (en) 52e | Arbitrage : Sudarso Hardjowasito              | Arbitrage : Sudarso Hardjowasito |
|                   | Équipes                           | Ahmed Baker ( 82e al-Majed ) - Ahmed Malalla (en), Faraj Abbas, Hassan Rahman, Mohamed Daham ( 80e Waleed Jamaan (en)), Mubarak Anber (en) - Khalfan Ahmed, Issa Ahmed, al-Ammari (en), Khalid Salman (en) - Mansour Muftah (en) |                                            | Arbitrage : Sudarso Hardjowasito              | Arbitrage : Sudarso Hardjowasito |

| 14 octobre 1983 | Syrie | 1 - 3   | Koweït | Stade des Abbassides Damas, Syrie |
|                 |       | (? - ?) |        |                                   |

| 14 octobre 1983 | Jordanie | 0 - 0 | Qatar | Stade international d'Amman Amman, Jordanie |                           |
|                 |          | (0 - 0) |       | Arbitrage : George Joseph                   | Arbitrage : George Joseph |
|                 | Équipes  | Ahmed Baker - Ahmed Malalla (en), Faraj Abbas, Hassan Rahman, Mohamed Daham, Mubarak Anber (en) - Khalfan Ahmed, Issa Ahmed, al-Ammari (en), Khalid Salman (en) - Mansour Muftah (en) |       | Arbitrage : George Joseph                   | Arbitrage : George Joseph |

| 21 octobre 1983 | Jordanie | 0 - 2   | Koweït | Stade international d'Amman Amman, Jordanie |
|                 |          | (? - ?) |        |                                             |

| 21 octobre 1983 | Syrie                 | 1 - 1 | Qatar                          | Stade des Abbassides Damas, Syrie |  |
|                 | Radwan Hassan (en) ?? | (? - ?) | Mansour Muftah (en) 70e (pen.) |                                   |  |
|                 | Équipes               | al-Majed - Ahmed Malalla (en), Faraj Abbas, Mohamed Daham, Mubarak Anber (en) - Khalfan Ahmed, al-Ammari (en), Bilal Salem ( 60e Ali Zaid (en)), Khalid Salman (en) ( 60e Mansour Muftah (en)) - Ahmed Baker |                                |                                   |  |

| 28 octobre 1983 | Qatar   | 0 - 0                                                                                         | Koweït | Khalifa International Stadium Doha, Qatar |
| |         | (0 - 0)                                                                                       |        |                                           |
| F. Ahmed Baker - Faraj Abbas, Mohamed Daham, Mubarak Anber (en) - Ali Zaid (en), Khalfan Ahmed, Issa Ahmed, al-Ammari (en), Khalid Salman (en) - Mansour Muftah (en), Y. Ahmed Baker | Équipes | ? - Mayouf, Mubarak, al-Hashash, ? - al-Suwayed, ?, ? - al-Anbari, Fathi Kamel, Khaled Shabib |        |                                           |

| 4 novembre 1983 | Koweït | 1 - 3   | Syrie | Mohammed Al-Hamad Stadium (en) Koweït, Koweït |
|                 |        | (? - ?) |       |                                               |

| 11 novembre 1983 | Qatar                   | 1 - 0   | Syrie | Khalifa International Stadium Doha, Qatar |  |
| | Mansour Muftah (en) 58e | (0 - 0) |       |                                           |  |
| Ahmed Baker - Ahmed Malalla (en), Faraj Abbas, Mohamed Daham, Mubarak Anber (en) - Ali Zaid (en), Khalfan Ahmed, Issa Ahmed, al-Ammari (en) ( 26e Mubarak Salem (en)), Khalid Salman (en) - Mansour Muftah (en) | Équipes                 |         |       |                                           |  |